# 그리핀 글럭
그리핀 알렉산더 글럭(영어: Griffin Alexander Gluck, 2000년 8월 24일 ~ )은 미국의 배우이다.

## 출연 작품
- 내 인생 최악의 학교 (2016) - 레이프 캐처도리언 역
- 톨 걸 (2019) - 잭 던클먼 역
- 빅 타임 애덜레슨스 (2019)
- 로크 앤 키 (2020) - 게이브 역